# كارين سيمبسون
كارين سيمبسون هي ممثلة كندية، ولدت في 14 نوفمبر 1975 في مونتريال في كندا.

## وصلات خارجية
- كارين سيمبسون على موقع IMDb (الإنجليزية)